# Hugo Tassara

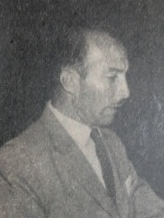
Hugo Tassara em 1957.

Hugo Tassara Olivares (14 de fevereiro de 1924 - 12 de fevereiro de 2016) foi um ex-treinador de futebol chileno.
Ele treinou na Seleção Costarriquenha de Futebol e na Seleção Panamenha de Futebol.

## Honras

### Clube
Colo-Colo
- Copa Chile: 1958
- Campeonato Chileno de Futebol: 1963

Alajuelense
- Campeonato Costarriquenho de Futebol: 1960